# Mótsognir
En la Mitología nórdica, Mótsognir (del nórdico antiguo, de feroz rugido), es el padre de los enanos y reside en Nidavellir (del Nórdico antiguo "campos oscuros").

## Origen
Mótsognir es obra del dios Odín y sus hermanos, Vili y Vé que crearon a partir de sangre y huesos de Ymir, un gigante del hielo y le dieron forma de gusano. Estos æsir le dieron más tarde inteligencia y una vasta apariencia humanoide, que heredaron el resto de enanos.
Esta interpretación sobre el origen de los dvergar aparece en la Edda prosaica de Snorri Sturluson Gylfaginning, y está bastante discutida. En el texto original del poema Völuspá de la Edda poética se puede interpretar fácilmente la historia de como los enanos y los dioses juntos dieron forma y vida a la raza humana.